# Abfahrt
Die Abfahrt (Synonym: das Abfahrtsrennen) ist eine Disziplin des alpinen Skisports. Sie gilt als Königsdisziplin und ist der längste sowie der (nach dem Slalom) zweitälteste alpine Skiwettbewerb. Die Regeln wurden erstmals 1921 durch Sir Arnold Lunn für die britischen Landesmeisterschaften festgelegt.

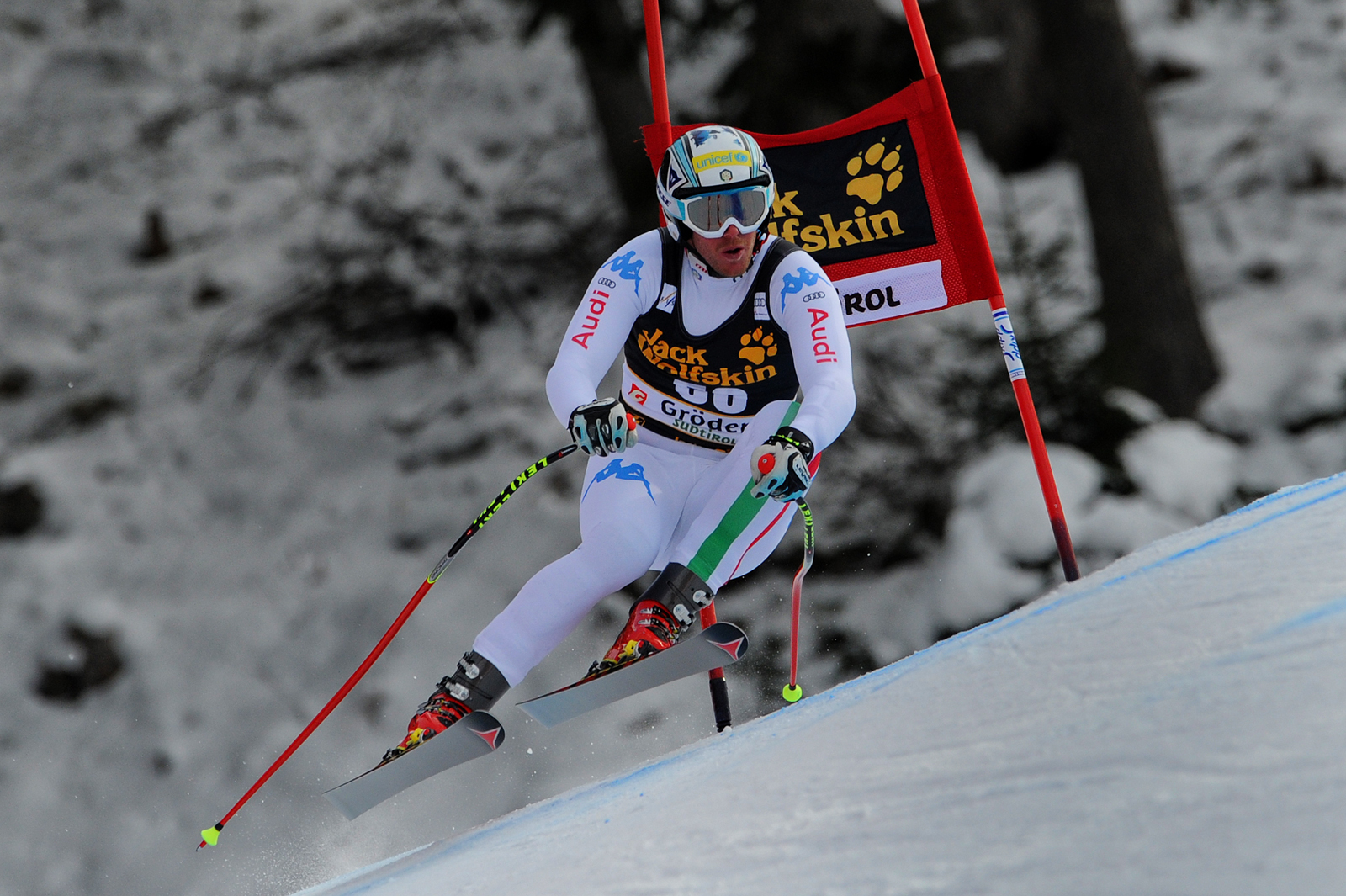
Abfahrtsläufer beim Wettkampf (hier: Werner Heel, 2012)

Aufgrund der hohen Geschwindigkeit gilt die Abfahrt als die riskanteste aller Disziplinen. Bei Weltcuprennen erreichen die Abfahrtsläufer Geschwindigkeiten von mehr als 130 km/h. Beim Hahnenkammrennen in Kitzbühel werden teilweise 150 km/h erreicht, beim Lauberhornrennen in Wengen bis zu 160 km/h.
Abfahrtsläufer müssen über große Kraft, Ausdauer, exzellente Skitechnik und viel Mut verfügen, um in der Weltspitze mithalten zu können.

## Rennstrecke

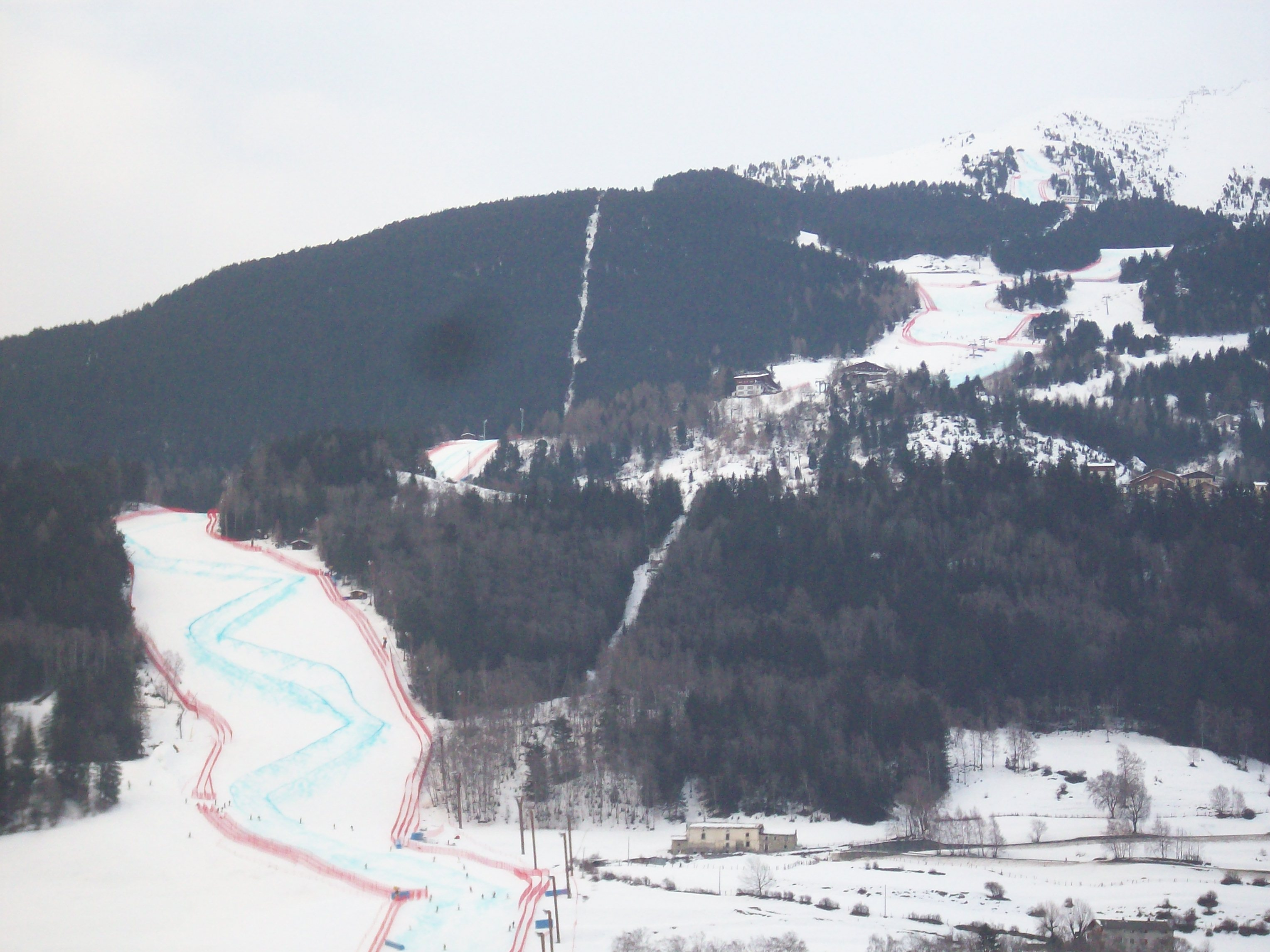
Die Pista Stelvio in Bormio zählt zu den schwierigsten Abfahrten im Weltcup

Ein typischer Abfahrtslauf führt über eine speziell präparierte Piste, die vor dem Rennen abgesperrt wird und dann nicht für gewöhnliche Skifahrer zugänglich ist. Mit einfarbigen Toren wird die Strecke markiert, die Breite der Tore muss dabei mindestens acht Meter betragen. Abwechselnde Farben (rot und blau, wie z. B. beim Riesenslalom) gibt es in der Abfahrt nicht. Inzwischen hat es sich eingebürgert, dass durch Einfärben des Schnees Streckenbegrenzungen kenntlich gemacht werden.
Die berühmtesten Rennstrecken sind fix festgelegt und ändern sich über die Jahre wenig. Neben der Streif in Kitzbühel und der Lauberhornabfahrt in Wengen gelten die Piste Oreiller-Killy in Val-d’Isère, die Saslong in Gröden sowie die Kandahar-Abfahrt Garmisch als die klassischen Abfahrten im Weltcup.
Die Rennstrecken sind so gestaltet, dass die Rennläufer in verschiedenen Gebieten gefordert werden. Sie fahren mit hoher Geschwindigkeit über oft vereiste Stellen, durch technisch anspruchsvolle Kurven, über extrem steile Abschnitte und auch über Flachstücke, wo man möglichst gut gleiten muss. Weite Sprünge erhöhen die Schwierigkeit zusätzlich. Abfahrtsstrecken für Olympische Winterspiele und FIS-Wettbewerbe müssen besonders geprüft werden, wobei neben den technischen Daten auch darauf geachtet wird, dass diese Pisten nicht nur selektiv, sondern auch technisch besonders anspruchsvoll und mediengerecht sind. Eine Abfahrt soll laut FIS-Reglement Anforderungen an Technik, Mut, Geschwindigkeit, Risiko und physische Kondition stellen. Die Strecke muss vom Start bis ins Ziel mit unterschiedlichen Geschwindigkeiten befahren werden können.
Der Höhenunterschied bei Abfahrtsrennen der Männer im Weltcup, in den Kontinental-Cups, bei Weltmeisterschaften und bei Olympischen Spielen beträgt mindestens 800 Meter und höchstens 1100 Meter, bei den Frauen mindestens 500 und höchstens 800 Meter.
Als längste Weltcup-Rennstrecke der Herren gilt seit dessen Gründung 1967 die Lauberhornabfahrt in Wengen (Streckenlänge 4480 m, Start in 2315 m, Ziel in 1287 m, Höhendifferenz 1028 m, Laufzeit ca. 2:30 min), als längste Weltcup-Rennstrecke der Damen galt lange Zeit die Spielmoosabfahrt in Schwarzenberg (Streckenlänge 3063 m, Start in 1460 m, Ziel in 760 m, Höhendifferenz 700 m, Streckenrekord 2:08:71 min), bis sie 2007 von der Piste Di Prampero in Tarvis (Italien) mit 3.920 m Länge (Höhendifferenz 950 m) abgelöst wurde.

## Ausrüstung

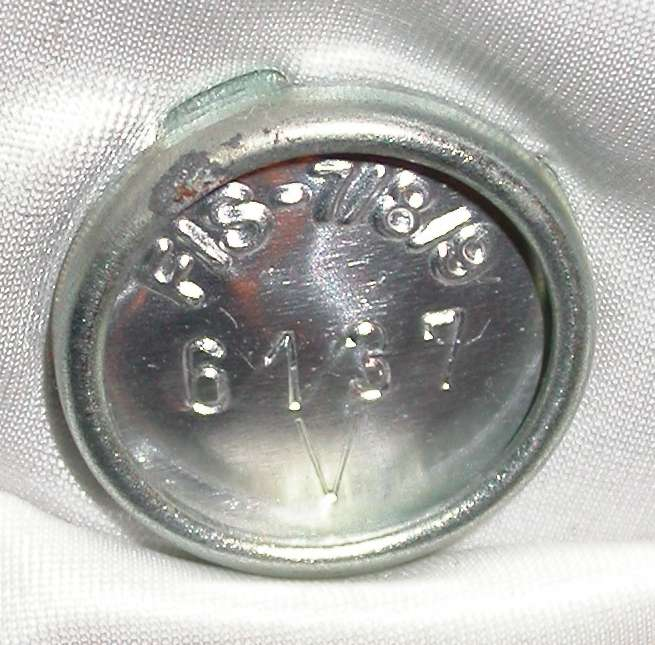
FIS-Plombe eines Abfahrtsanzugs, durch den Stoff geklammert "FIS-7/8/9 : 6137 : V" (2005)

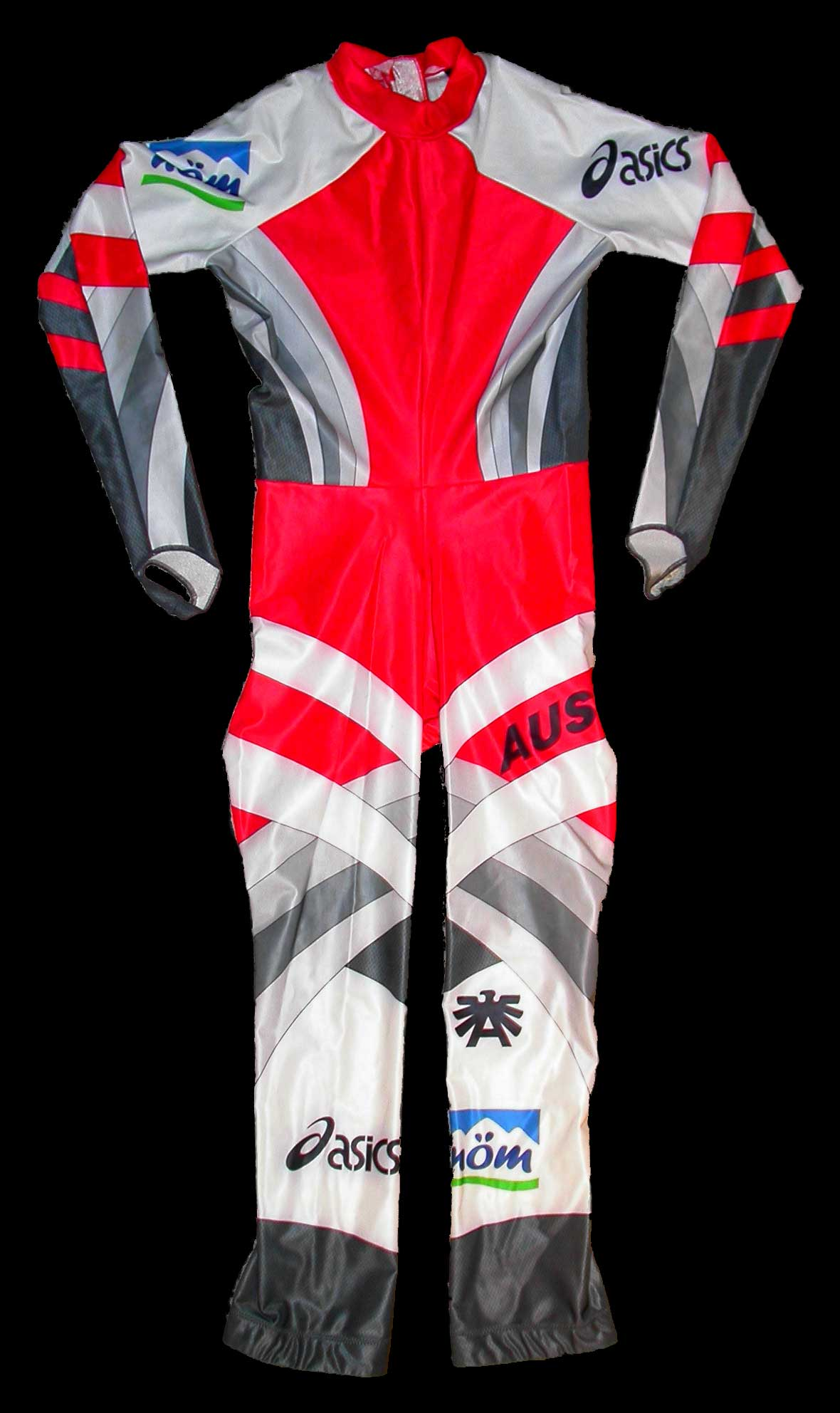
ÖSV-Abfahrtsanzug

Die Ausrüstung im Abfahrtslauf unterscheidet sich von derjenigen in den anderen Disziplinen. Die Ski sind 30 Prozent länger als im Slalom, um den Rennläufern bei hoher Geschwindigkeit eine möglichst große Stabilität zu bieten. Die Stangen der Tore sind biegsam, damit sie bei Berührung möglichst wenig Widerstand bieten. Die Rennläufer tragen hautenge Skianzüge, um den Luftwiderstand zu minimieren. Das Material muss eine bestimmte, genau definierte Luftdurchlässigkeit aufweisen.
Bei vom Internationalen Skiverband (FIS) organisierten Rennen dürfen nur Anzüge getragen werden, die von der FIS überprüft und am linken Bein mit einer Plombe versehen wurden. Skihelm und Rückenschutz sind obligatorisch. Der Mindestradius (der horizontalen, konkaven Konturen der Lauffläche) für Abfahrtsski im Welt- und Europacup beträgt 50 Meter, die Mindestlänge 218 cm für Männer und 210 cm für Frauen. Des Weiteren darf der Ski an der Schaufel höchstens 95 mm und an der schmalsten Stelle höchstens 65 mm breit sein. Bis zur Weltcupsaison 2011/12 betrug der Mindestradius 45 Meter, die Mindestlänge 215 cm für Männer und 210 cm für Frauen und die Taillenbreite mindestens 67 mm, eine Schaufelbreite war nicht vorgeschrieben.
Im Januar 2025 wird die Verwendung von Carbonfaser-Schalen am Unterschenkel als verletzungsfördernd diskutiert.

## Rennen

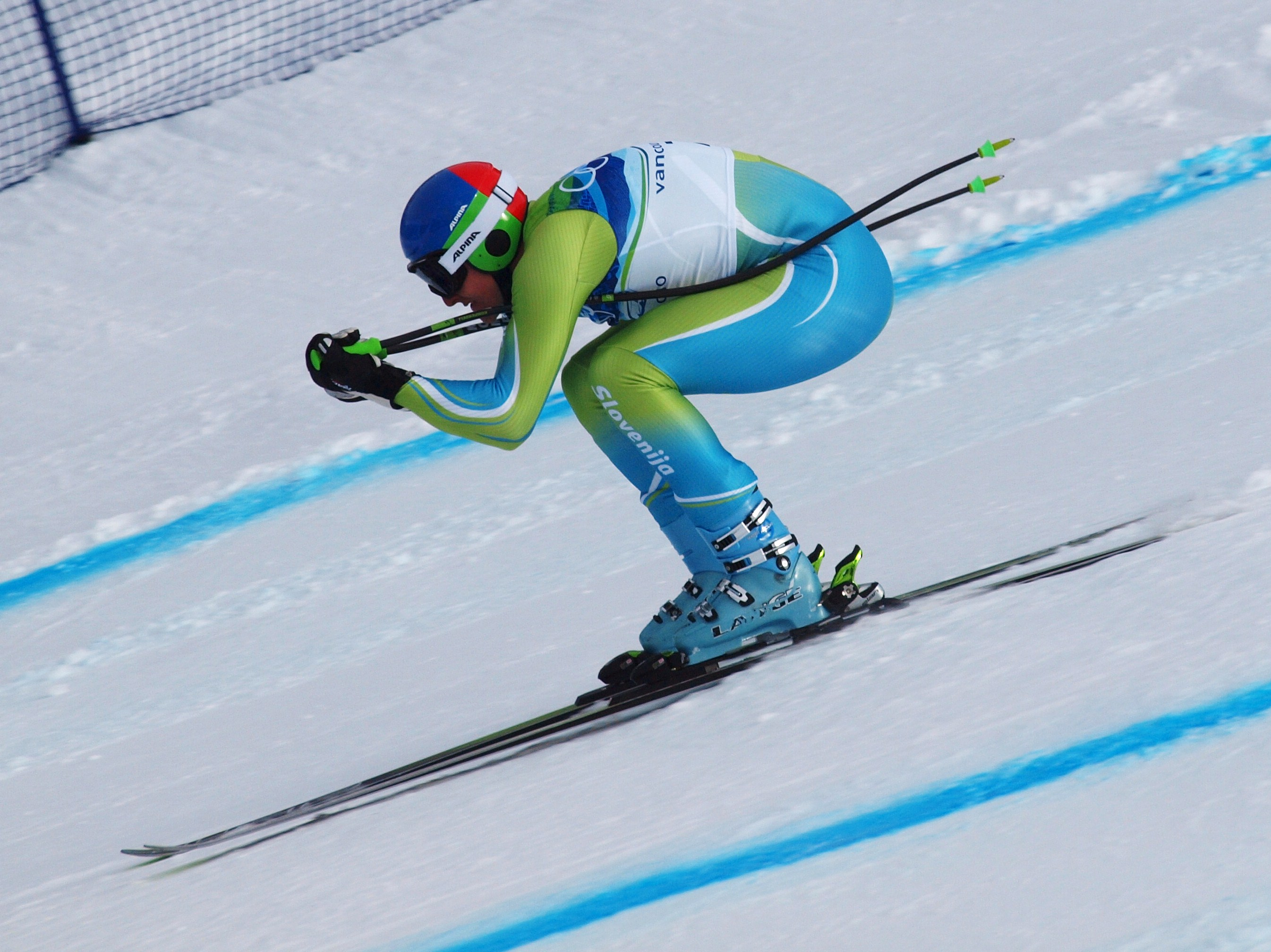
Typische Abfahrtshocke, hier Andrej Šporn

Auf allen Rennstufen, von lokalen Jugendrennen bis hin zu Weltcuprennen, erhalten die Rennläufer die Möglichkeit, die Rennstrecke genau zu besichtigen. Sie besprechen sich dabei mit ihren Trainern und Teamkollegen und führen danach mehrere Trainingsläufe durch, um die beste aerodynamische Position und eine möglichst schnelle Linie zu ermitteln. Bei den nunmehrigen Rennen (wahrscheinlich auch im „unterklassigen“ Bereich) ist eine Trainingsfahrt auf der vollen Strecke obligatorisch vorgeschrieben. Dies wurde erst beim FIS-Kongress im Juni 1959 in Stockholm eingeführt und wurde vor der Lauberhornabfahrt 1960 erstmals angewendet. Dabei wurde aber noch vieles kritisiert. Ein Vorschlag lautete, dass man diese damals als „Probe-Abfahrtsrennen“ bezeichneten Trainings über drei Stunden durchführen solle bzw. war festgestellt worden, dass viele Fahrer unterwegs stehen bleiben und ohne Sturzhelm und Startnummer fahren würden bzw. auch, dass die Kampfrichter selbst geprüft sein sollten. Mit der Zeit hat sich das stark verbessert, es gibt viele erlaubte Trainings, sie wurden auch als „Non-Stop-Training“ bezeichnet, und dazu gibt es die trotzdem zeitlich begrenzte Trainingsfahrt, ohne welche die eigentliche Abfahrt nicht stattfinden darf.
Im Gegensatz zu Slalom und Riesenslalom, wo die Rennläufer zu zwei Läufen antreten, gibt es im Abfahrtslauf nur einen Durchgang. Die Siegeszeit beträgt im Weltcup meist etwa zwei Minuten. Die erreichten Zeiten haben sich stark verbessert. So betrugen die erreichten Zeiten zu Beginn des Weltcups (1967) z. B. beim Lauberhornrennen über 3 Minuten, aktuell sind es nur mehr um 2 Minuten und 25 Sekunden.
Bei schlechten Sicht- und Witterungsbedingungen im oberen Streckenteil entscheidet sich die Rennjury manchmal für die Durchführung einer so genannten Sprintabfahrt im unteren Teil der Strecke, die in zwei Läufen ausgetragen wird. Der Höhenunterschied muss dabei mindestens 450 Meter betragen. Eine solche Sprintabfahrt wurde erstmals 1990 in Kitzbühel veranstaltet, wo sie von 1997 bis 1999 sogar zusätzlich zur Hahnenkammabfahrt fix auf dem Programm stand.
Seit Einführung des Weltcups hat sich die Startreihenfolge öfter geändert. Zu Beginn gab es Startgruppen (Gruppe 1 von 1 bis 15, Gruppe 2 von 16 bis 30, Gruppe 3 von 31 bis 45 etc.), wobei in jeder Gruppe die Nummern ausgelost wurden (dasselbe traf auf Slalom und Riesentorlauf zu). Eine Besonderheit war eine Regelung für Neuschnee-Rennen, bei denen so genannte „Sternchenfahrer“ vorweg starteten. Diese rekrutierten sich aus den letzten Startgruppen, also Nummern um 60 und höher. Es war nirgends festgelegt, in welcher Reihe die einzelnen Startgruppen abgelassen werden mussten. Diese Maßnahme hatte den Vorteil, dass die arrivierten Läufer eine schnellere Piste vorfanden. Die Bezeichnung „Sternchen“ bezieht sich darauf, dass die betreffenden Läufer im Klassement mit einem Sternchen gekennzeichnet wurden.
Ab der Saison 1993/94 kam es (ebenfalls im Super-G) zu einer Neuerung: die ersten 15 der World Cup Start List (WCSL) konnten die Startnummer für das Rennen selbst bestimmen. Jeweils der an erster Stelle stehende Läufer wählte als erster die Startnummer. [Auch im Slalom und RTL kam es zu einer Änderung: da waren es nur die ersten Acht].
Die nächste Neuerung gab es am 31. Mai 2002, als beim FIS-Kongress in Portorož der „Non-stop“ (das Ergebnis des letzten Trainings), beginnend ab der Saison 2003/04, bestimmt wurde, wobei der Beste als Dreißigster drankam (im Super-G allerdings startete die aktuelle Nr. 1 als Dreißigster).
Ganz optimal war diese Lösung jedoch auch nicht, weil recht oft die Pistenverhältnisse sich doch derart verschlechterten, dass die besten Läufer eher benachteiligt waren. Bode Miller wusste sich diesbezüglich allerdings zu helfen, indem er beim entscheidenden Trainingslauf im Rahmen der Weltmeisterschaften in Bormio 2005 seinen Start absichtlich verzögerte, eine günstige Startnummer erhielt und gewann. Allerdings hätte jemand übertreiben können, womit er erst nach den ersten 30 gestartet wäre. Mit Datum 26. Mai 2006 beendete der FIS-Vorstand das immer mehr zur Mode gewordene „Wettbremsen“, ab nun galten – wie im Super-G – die Startnummern aufgrund der umgekehrten WCSL. Hauptgrund für die Regelung war sicherlich auch das Spannungsmoment (vor allem für TV-Übertragungen). Erneut war aber das Argument nicht wegzuleugnen, dass die später Startenden Nachteile hatten und praktisch für ihre Top-Stellung „bestraft“ wurden. So kam es ab 2008/09 zu einem abgeänderten Modus mit 3 Gruppen, welcher bis zur Saison 2015/2016 galt: die Top 7 der WCSL mit den Nummern von 16 bis 22, die nächstbesten sieben von 9 bis 15; der Rest verteilt sich von 1 bis 8 und 23 bis 30 (wobei eine Auslosung die jeweilige Reihenfolge in diesen Gruppen festlegt).
Auf dem FIS-Kongress im Juni 2016 in Cancun wurde ein neuer Startmodus beschlossen, der ab der Wintersaison 2016/2017 galt: Die aktuell zehn besten der WCSL dürfen sich eine ungerade Startnummer zwischen 1 und 19 aussuchen. Athletinnen und Athleten auf den Positionen 11 bis 20 der WCSL werden anschließend auf die geraden Startnummern zwischen 2 und 20 ausgelost. Schließlich werden die Startpositionen 21 bis 30 zwischen den auf den Rängen 21 bis 30 der WCSL positionierten Athletinnen und Athleten ausgelost. Dieser Startmodus gilt auch für den Super-G. 2021 galt folgendes: Bei Auslosung ziehen die besten zehn Teilnehmer der World Cup Start List eine Startnummer zwischen 6 und 15. Den Plätzen elf bis 20 wird eine Nummer zwischen 1 und 5 oder 16–20 zugelost. Die WCSL-Plätze 21 bis 30 werden ebenfalls unter sich ausgelost.

## Risiken
Das Verletzungsrisiko beim Abfahrtslauf ist das höchste aller alpinen Disziplinen. Entlang der gesamten Strecke werden Sicherheitsnetze, Polsterungen und spezielle Sturzzonen eingerichtet, damit bei Stürzen Verletzungen möglichst gering ausfallen. Im Gegensatz zu den Pionierzeiten, als die Strecken nur mit Strohballen gesichert wurden, sind tödliche Stürze heute nur noch äußerst selten. Manchmal erleiden die Rennfahrer trotz aller Sicherheitsbemühungen schwere Verletzungen (v. a. im Knie- und Rückenbereich), die eine mehrmonatige Pause oder das Ende der Sportkarriere nach sich ziehen.
Aus der Geschichte geht hervor, dass sogar angedacht war, für Frauen keine Abfahrtsrennen mehr zu veranstalten, da sie den Anforderungen der modernen Strecken nicht gewachsen seien – dies schon 1953. Es hieß, es sollen nur mehr (nebst Slaloms) Riesenslaloms ausgetragen werden. Vorreiter dieser Idee war der norwegische Verband, der sich auch gegen das Skifliegen ausgesprochen hatte. Allerdings war auch schon 1951 eine solche Idee (mit Riesenslalom statt Abfahrt) ventiliert worden, über die eine FIS-Konferenz in Zürich (24.–27. April) zu beraten hatte.